# Хегглунд, Вольдемар
Йохан Вольдемар Хегглунд (Johan Woldemar Hägglund, 10 августа 1893, Выборг — 12 февраля 1963, Хельсинки) — финляндский военачальник, генерал-лейтенант (1942).

## Биография
В 1912 году окончил Выборгский шведский лицей и вступил в Выборгский студенческий клуб (фин. Wiipurilainen Osakunta).
В марте 1915 года тайно переехал в Германию, где поступил офицером в 27-й финский егерский батальон Германской армии. Принимал участие в Первой мировой войне.
В ноябре 1917 года вернулся в Финляндию на подводной лодке. В 1918 году во время гражданской войны в Финляндии, будучи в звании капитана, принимал участие в военных действиях против «красных».
В межвоенный период занимал высокие посты в финской армии: командующий войсками военного округа, командир 2-й дивизии.
С 1939 года, с началом Зимней войны — командир IV корпуса (12-я и 13-я дивизии). На первом этапе войны против его корпуса действовала 8-я советская армия. Заслужил славу одного из лучших командиров финской армии. 1 декабря 1939 года советские войска начали наступление на его позиции, но Хегглунд сумел остановить их, причем наступавшие понесли огромные потери. 6 января 1940 года IV корпус перешёл в наступление и окружил 168-ю и 18-ю советские стрелковые дивизии (последняя вскоре была уничтожена).
После начала Советско-финской (1941—1944) назначен командиром VII корпуса (19-я и 7-я дивизии) в составе Карельской армии ген. А. Хейнрихса. Участвовал в боях на северном участке советско-германского фронта. 4 сентября 1941 года начал наступление на Петрозаводск. 1 октября занял город и начал развивать наступление на Медвежьегорск. Участвовал в гражданской войне в Выборге.
Отец вел себя, как и другие ветераны. Им пришлось пережить настолько тяжелые моменты, что они не хотели возвращаться к ним даже мысленно. Он охотнее говорил об освободительной войне, в которой он начал разоружение русских в Выборге.Густав Хегглунд (Gustav Hägglund), сын Вольдемара Хегглунда.
В 1943-44 генерал-инспектор сил обороны.
В 1944 — начальник штаба планирования оборонительных сооружений, которому была поручена подготовка Финляндии к обороне при переходе войны на её территорию.
Осенью 1944 года руководил оборонительными работами в Хельсинки на случай нападения немецких войск. В 1945 году вышел в отставку.
Умер 12 февраля 1963 года в Хельсинки. похоронен на кладбище Хиетаниеми.

## Семья
Сын Вольдемара Хегглунда, Густав Хегглунд (фин. Gustav Hägglund, р. 1938) — крупный военный деятель Финляндии, генерал, с 2001 по 2004 — председатель Военного комитета Европейского союза.